# Rivière au Diable
Pour les articles homonymes, voir Diable.
La Rivière au Diable est un affluent de la rive nord de la rivière Madeleine laquelle coule vers le nord-est jusqu'au littoral sud de estuaire maritime du Saint-Laurent où elle se déverse au village de Sainte-Madeleine-de-la-Rivière-Madeleine.
La rivière au Diable coule dans la municipalité de Sainte-Madeleine-de-la-Rivière-Madeleine et dans le territoire non organisé du Mont-Albert, dans la municipalité régionale de comté de La Haute-Gaspésie, dans la région administrative de la Gaspésie-Îles-de-la-Madeleine, au Québec, au Canada.

## Géographie
La rivière au Diable prend sa source au Lac au Diable (longueur : 3,5 km ; altitude : 232 m), situé dans la municipalité de Sainte-Madeleine-de-la-Rivière-Madeleine, dans les Monts Chic-Chocs qui font partie des Monts Notre-Dame. Le sommet de montagne situé à 1,0 km du côté nord du lac atteint 459 km. L'embouchure du lac est situé sur la rive sud-ouest.
L'embouchure du lac est situé à 11,4 km au sud du littoral sud du golfe du Saint-Laurent. À partir du lac au Diable, la rivière au Diable coule sur 7,0 km répartis selon les segments suivants :
- 0,4 km vers le sud dans la municipalité de Sainte-Madeleine-de-la-Rivière-Madeleine, jusqu'à la limite du territoire non organisé du Mont-Albert ;
- 1,4 km vers le sud, jusqu'à la coulée à Arthur-Gagnon (venant de l'ouest) ;
- 1,5 km vers le sud, jusqu'à la décharge du ruisseau aux Framboises  (venant de l'est) ;
- 1,4 km vers le sud, en recueillant les eaux de la « coulée à Tout-Petit » et en serpentant jusqu'à la coulée à Gosselin (venant de l'est) ;
- 2,3 km vers le sud, en recueillant les eaux de la Coulée à Bellini (venant de l'ouest) et en serpentant jusqu'à sa confluence[3].

La rivière au Diable se déverse dans un coude de rivière sur la rive nord de la rivière Madeleine (La Haute-Gaspésie), dans le territoire non organisé du Mont-Albert. Cette confluence est située à 14,0 km au sud du littoral sud du golfe du Saint-Laurent et à 14,0 km au sud-ouest du pont du village de Sainte-Madeleine-de-la-Rivière-Madeleine.

## Toponymie
Le toponyme Rivière au Diable a été officialisé le 5 décembre 1968 à la Commission de toponymie du Québec.